# Gō Nagai
Pour les articles homonymes, voir Nagai (homonymie).
Œuvres principales
Œuvres principales
- Goldorak
- Devilman
- Bomber X
- Cutie Honey
- Mazinger Z

Kiyoshi Nagai (永井 潔, Nagai Kiyoshi), plus connu sous son nom de plume Gō Nagai (永井 豪, Nagai Gō), né le 6 septembre 1945 à Wajima (輪島), est un mangaka célèbre au Japon.
Auteur de plus de 360 titres de ces bandes dessinées japonaises, il a participé, avec son studio Dynamic Planning, pour le compte de Toei Animation, à la 1re œuvre à grand succès en France de ce studio, Goldorak (1975). Pourvoyeur de nombreuses esquisses de machines et personnages servant, quand elles étaient validées par Tôei, de bases de travail pour les charadesigners, il a longtemps été confondu avec le créateur de la série. Il est en réalité l'auteur du 1er Manga UFO Robo Grendizer conçu pour accompagner la diffusion de la série originale dans le cadre du système dit Media Mix que décrit le sociologue italien des medias Marco Pellitteri.
Ses trois œuvres les plus importantes sont, selon l'opinion japonaise : Devilman (1972), Mazinger Z (1972), et Cutie Honey (1973). Mais il est également l'auteur de Mao Dante (en) (1971), Violence Jack (1973), Kekkō Kamen (1974), Shutendōji (1976), Susano-Ō (en) (1979), de l'œuvre qui l'a rendu célèbre, L'École impudique (1968), ou, dans le même registre érotico-comique, de La Famille Abashiri (en) (1969).
Il fonde en avril 1969, presque dès le début de sa carrière, sa propre société, Dynamic Productions, qu'il associe avec Toei Animation pour produire ses séries en manga et en dessin-animé en même temps. Ce type de développement parallèle, inauguré en 1972 avec Devilman, provoque cependant au début de considérables écarts esthétiques et scénaristiques. Une autre société, Popy, aujourd'hui absorbée par Bandai, est mise à contribution pour produire des jouets à l'effigie des personnages de ses histoires.
Ayant considérablement influencé les genres mecha et ecchi, entre autres, Gō Nagai fait partie de ces mangakas qui s'efforçaient de s'essayer à tous les styles possibles (humour, fantastique, science-fiction, policier, horreur, érotique, romance, dessin de presse), tout comme Osamu Tezuka et Shōtarō Ishinomori (auprès duquel il a appris le métier), à la différence des auteurs d'aujourd'hui préférant se consacrer à une unique série-fleuve.
Le 5 juillet 2019, il devient Chevalier de l'ordre des arts et des lettres, la remise de son étoile a été faite ce jour durant Japan Expo au Parc des expositions de Paris-Nord Villepinte en France.

## Biographie[3]

### Enfance
Il est le quatrième d'une fratrie de cinq garçons. Un mois avant sa naissance, la bombe atomique américaine est lâchée sur Hiroshima. Inconsciemment, cet événement aura une résonance dans certains de ses scénarios. Tout jeune, Gō rêve de créatures et monstres médiévaux qui influencent sa vie et ses jeux avec ses frères. Des êtres velus et griffus qui, selon lui, sont la base de Devilman ou Oni. Le déclic du manga se produit à 4 ans quand son aîné, Baku, lui lit le Lost World (ロスト・ワールド, Zenseiki) d'Osamu Tezuka (手塚 治, Tezuka Osamu). Son esprit s'emplit d'une foule d'images qui ne le quittent pas, même lors de son entrée à l'école primaire en 1952. Son univers intérieur lui suffit et il ne se mêle pas forcément aux autres enfants. La lecture des illustrés entretient son goût du dessin et celui grandissant des personnages féminins forts.
Les Nagai déménagent au nord de Tokyo, dans le quartier de Toshima, et Gō poursuit ses études élémentaires à Otsukagai. Sa passion du crayon finit par insupporter sa famille. Tout support de papier blanc y passe, même les cahiers de ses frères. Il imite les mangas de l'époque, notamment ceux basés sur Godzilla. Ce n'est pas pour rien qu'il en dessinera un pastiche, Enoshima Dozilla, en 1971. Ses dessins s'affirment mais ses idées et pensées sont trop confuses pour donner un scénario. Il profite de sa nouvelle vie dans la capitale pour lire un maximum de romans et de BD. Et sa fréquentation des salles de cinéma fait de lui un cinéphile. Les films l'inspirent pour ses histoires et, surtout, l'aident à les structurer. Ses goûts vont des longs métrages de SF, Uchû senso (La Guerre de l'Espace) à ceux en costumes, Shichinin no samurai (Les 7 samouraïs), chanbara de 1954 d'Akira Kurosawa. Lorsqu'il atteint l'adolescence, Gō Nagai voit environ 150 films par an. Ses parents souvent occupés, le jeune garçon est livré à lui-même. Quand il n'est pas dans les salles obscures, il lit le Kinema Junpō, le Studio Ciné Live local. Il est insatiable de livres de science-fiction, de détectives et d'aventures, japonais ou étrangers. Gō souligne qu'il était devenu un otaku. Limité par l'argent, il consulte sur place bouquins et revues sous le regard désapprobateur des libraires. Mais la radio NHK diffuse des feuilletons de SF qui nourrissent son imaginaire…

### Adolescence
Gō Nagai entre au collège. Son père meurt. Cela l'affecte jusqu'au mutisme, se réfugiant dans son monde illusoire. Il revient à la réalité grâce à la sagesse et la patience de son deuxième frère mais les choses ne seront plus comme avant. À l'école, Gō n'obtient de bonnes notes que quand il le veut. Au grand désespoir de sa mère et de ses professeurs, conscients de ses possibilités. Le manga reste sa priorité et il continue de perfectionner ses scénarios.
Fan d'Osamu Tezuka et Shotaro Ishinomori, il découvre un autre dessinateur, Mitsuteru Yokoyama, notamment ses robots comme Tetsujin 28 Go. Au même moment, Ishinomori sort Dynamic Trois (1959-60) qui marque Nagai au point de baptiser son studio Dynamic Productions. La BD japonaise connaît alors une mutation avec Sampei Shirato qui s'adresse à un public moins enfantin. Il a du succès avec ses histoires violentes et sexy comme Ninja Bugeisho (Le Livre des Techniciens de Combat Ninja), stimulant de plus belle l'imagination de Gō. Il fait ainsi le rêve étrange d'une ballerine irréelle au milieu des flammes, retranscrit au début de Susano Oh en 1979.
Nagai a 16 ans, il est au lycée d'Itabashi et prend 2 résolutions, se faire des amis et être assidu aux cours. Il s'entend bien avec son professeur d'art. Celui-ci sera d'autant plus déçu des envies de manga de son élève. Dessiner est assez physique et Gō s'inscrit à des cours de Tai chi qu'il pratiquera quelques années. Cette gymnastique lui évitera de gros problèmes de santé. Pendant l'été, par un de ses amis, il rencontre un responsable d'une importante maison d'édition, Shōgakukan. Le contact n'est pas concluant. Sa famille commence à s'inquiéter pour son avenir. Mais Gō Nagai ne baisse pas les bras facilement.
Pas vraiment passionné par les études, Il échoue à tous les concours d'entrée à l'université. Avec ses amis, il suit donc les cours de rattrapage. Contrairement aux autres, Gō crayonne et finit par abandonner ces séances. Comble de malheur, il contracte une colite ulcéreuse, une maladie intestinale, qui fait craindre le pire à sa famille. Passagère, cette affection le motive pour réaliser son souhait : devenir mangaka. Pour rassurer sa mère et ses frères, peu enthousiastes, il occupe des petits boulots, comme serveur de restaurant.

### Ses débuts
Durant sa convalescence, il esquisse une histoire de samouraï indestructible venu du futur, 19 ans avant Terminator, et le publie sous le nom de Kuro no shishi (Le Lion Noir). Il est remarqué à 20 ans par le Shonen Sunday, revue de prépublication de Shōgakukan, qui lui propose un poste d'assistant. Il est présenté au staff de Mushi Productions, malheureusement, son président Tezuka est absent. Son autre idole, par contre, Shotaro Ishinomori, est là. Impressionné par ses qualités d'auteur, il le choisit pour le suppléer. Travailler pour un maître du manga n'est pas une sinécure. Ni vacances ni week-end, dessinant jusqu'à vingt heures par jour, il est chez lui une semaine par mois. Les planches s'accumulent qu'il en oublie de manger ou d'aller aux toilettes. Un rythme qui, en trois mois, décourage plus d'un employé ; Nagai se retrouve seul. De nouveaux assistants sont embauchés mais abandonnent vite. Gō effectue le « gros » de la production pendant presque 2 ans. Amaigri et les traits tirés, Il a du mal à se reconnaître dans le miroir. Il s'impose un jour de repos par semaine. Ce qui lui permet de développer ses projets, essentiellement de courtes histoires comiques. Collégien, lycéen ou assistant, son dessin est influencé par Tezuka et Ishinomori, les vedettes du moment. Il reprendra certains de ses travaux pour en faire des œuvres complètes (Kuro no shishi, Super Saiyuki, Oni).
Après deux ans comme assistant de Shotaro Ishinomori, et avoir formé lui-même quatre employés fiables, Gō Nagai obtient un mois de vacances. Il en profite pour lancer une histoire humoristique pour le magazine Bokura des éditions Kōdansha, les péripéties d'un petit policier à l'époque d'Edo, Meakashi Polikichi (1967). Il devient mangaka à part entière et les lecteurs suivent. Il enchaîne, pour les mêmes employeurs, avec Chibikko kaijû Yadamon, fantaisie autour d'un jeune garçon, Tarō, et son petit dragon, Yadamon.
Ses BD ont du succès et Gō peut mettre en images des scénarios plus à son goût dans le Shônen Magazine toujours chez Kōdansha. Le semblant d'humour noir de Jintaro Sandogasa est très critiqué. Le dessinateur comique de l'époque, Fujio Akatsuka, ne se prive pas pour fustiger ce style trop libre. Nagai apprécie peu le formatage. Sexe et violence sont interdits, il pratique donc un rire amer. Les éditeurs publient déjà des mangas plutôt rudes comme Muyo no Suke de Takaho Saito, auteur de Golgo 13 mais ils sont sérieux. Gō Nagai produira d'ailleurs des parodies de ce dernier, Golgo Heighteen, et des œuvres de Sampei Shirato.

### Censure et indépendance
Fin des années 60, le western spaghetti est à son apogée avec notamment Il était une fois dans l'ouest. Gō s'en inspire pour développer ce qu'il aime. L'esprit du mythe revisité l'intéresse et l'applique à la période médiévale avec Yubi no Kenman dans Shônen Magazine. L'héroïne porte une sorte de maillot de bain. Ce qui attire l’œil d'autres maisons d'édition... dont Shûeisha qui crée, en 1968, Shônen Jump. Elle recherche de nombreux talents et les laissent pratiquement libres dans leurs sujets. Nagai en profite pour essayer ses concepts comiques. Il ne sait pas comment nommer sa nouvelle histoire. L'affiche d'un film vaguement pornographique, Sei no Harenchi(Le sexe impudique), lui fournit en partie le titre. Il trouve normal de baptiser son école perverse Harenchi Gakuen et devient vite une vedette. Caricaturaux au possible, ces personnages sont un régal pour Gō Nagai. Il atteint 80 % de lecteurs favorables. Sauf que son audace ne plait pas à tout le monde et la PTA (Parental and Teacher Association), commission de censure et de vertu s'en prendra régulièrement à Gō. Plus tard, Masakazu Katsura, avec Video Girl Ai connaîtra le même traitement. Comme un paradoxe, le manga du jeune dessinateur est plébiscité par les enfants. La série sauvée, il devait assurer la cadence. De plus, les médias le sollicitent fréquemment. Avec son équipe, il s'isole alors dans un hôtel de Tokyo pour travailler.
Devant le succès de Harenchi, Shûeisha oblige Nagai à toujours faire la même chose. La seule issue est de fonder sa société, Dynamic Productions, en avril 1969. Sous ce label, Il publie en 1970, entre autres, Abashiri Family, puis, Getter Robo (1974). L'entreprise compte 7 à 8 employés et en salarie 25 à la fin des années 1990. Actuellement, elle gère les productions du patron sous tout support (papier, films, CD...) pour le monde. Gō Nagai jouit d'une certaine liberté face aux grands éditeurs ; opiniâtre, il impose les histoires qu'il porte en lui depuis longtemps. Sa compagnie lui permet d'endiguer sereinement la concurrence des nouveaux dessinateurs. Et au sein de Shônen Jump, elle est vive avec George Akiyama ou Hiroshi Motomiya (Ginga Kin). Gō admet que cette période lui fut stimulante et y rencontre, sur Gakuen Bangaichi (1969), son collaborateur Ken Ishikawa (石川 賢一, Ishikawa Kenichi). Ils co-scénariseront la saga Getter Robo ; Ishikawa sera aussi au crayon. Pour l'éditeur Akita Shoten, Nagai crée Abashiri Ikka (La famille Abashiri) qui paraît dans Shônen Champion. Malgré l'avis du milieu du manga, il fait d'une femme, Kikunosuke, son personnage principal. Jubehei Yanagiyu avait un rôle important dans Harenchi Gakuen mais pas central. L'idée d'une femme héroïne de shōnen fait son chemin face aux pontes des grandes maisons. La BD évolue plus vite qu'ils ne le croient. C'est encore un triomphe pour Gō Nagai qui emprunte le chemin de la science-fiction en 1970. C'est un nouveau défi qu'il relève avec un titre évocateur des démons du folklore japonais, Oni-2889 nen no henran,

### La SF de Nagai
Strictement délimité, le manga des années 70 ne prend pas de risques. Kōdansha préfère que Gō réalise un récit complet d'une centaine de pages plutôt qu'une série ; ce qui convient à son sujet. Il devient une sorte de vedette invitée, libre de ses choix, un privilège à ne surtout pas gâcher. Dans une société futuriste en 2889, la race Oni est considérée comme une classe inférieure par les êtres humains et finit par se retourner contre eux, jusqu'à déclencher une guerre. Plancher sur cette histoire n'est pas de tout repos, le jeune dessinateur est atteint de fortes fièvres qui l’empêchent de rendre ses autres BD dans les temps, Kikkai-kun entre autres, à ses différents employeurs. Depuis ses débuts, le mot d'ordre de Nagai est de rendre son travail à temps, mais cette fois-ci, il revoit ses ambitions à la baisse. Malgré sa méforme, il achève son manga qui s'avère un succès. Il obtient le respect du milieu de la BD japonaise et celui de la SF. Après ça, en 71, débarque l'œuvre d'horreur, Susumu-chan Dai Shock,.sur l'effondrement violent des relations parent-enfant. Suivent plusieurs récits du même style dans une collection appelée Gensou Kyofu e Hanashi, qui comprend Africa no Chi (une histoire originale de Yasutaka Tsutsui), Schalken Gahaku (basé sur le célèbre Schalken le peintre par Joseph Feridan Le Chanu) et Kuzureru. Gō évite de s'enfermer dans un genre et revient au comique. Échaudé par ses ennuis de santé, il se fait plus rigoureux avant de retourner dans la science-fiction.
S'occuper de plusieurs récits n’empêche pas Gō Nagai de concocter un nouveau scénario. Lorgnant plus vers le fantastique, c'est une lutte entre forces du bien et forces du mal. Pour se distinguer de Oni, il fait de son héros un véritable démon, Maō Dante (魔王ダンテ, Maō Dante), beaucoup inspiré par la Divine Comédie de Dante, publié de janvier à mai 1971 dans Bokura chez Kōdansha. Il sera inachevé car Nagai a une autre idée du même style. Le pilote d'une série pour un public plus mature.
Le 1er juin 1972, Devilman (デビルマン, Debiruman) déferle dans Shônen Magazine. Succès assez rapide, comme l'adaptation animée, moins violente et moins psychologique. Gō s'étonne du battage médiatique. Certains relèvent des similitudes entre l'homme-diable et l’Évangile selon Saint-Jean. D'autant que Nagai ne l'a pas lue. Si ce manga n'a pas en France une énorme notoriété, il est l'un des plus lus et réédités dans l'archipel. Cette série exige de la concentration jusqu'à la tension nerveuse. Généralement, la page terminée, Gō s'effondre. Il l'indique dans plusieurs entrevues : « Dessiner des petites histoires humoristiques était très relaxant, mais dès lors que j'ai dessiné des histoires plus sombres ou alors avec des démons, cela a changé du tout au tout. Dessiner des histoires sombres me demandait énormément d'énergie et d'efforts. J'avais l'impression à chaque fois de pousser une porte donnant sur une autre dimension. J'étais littéralement crevé, vidé de toute énergie ».
Il oublie ces univers obscurs en se risquant à un genre qui achèvera sa réputation d'auteur de SF, le mecha. Il explique que c'est en observant une file de voitures lors d'un embouteillage qu'il a l'idée de Mazinger Z (マジンガー Z, Majingā Z). Il esquisse un robot qui se meut grâce à un véhicule inséré dans sa tête. Son projet est soumis aux dirigeants de Toei Animation, tellement enthousiastes que la production du programme est très vite lancée. Le premier épisode est même diffusé avant la publication de la BD… une de plus pour Nagai. Il révolutionne les robots géants en introduisant ces éléments : selon son pilote, le robot est un outil bienveillant ou belliqueux et tel un catcheur japonais criant son attaque, le déclenchement des armes par commande vocale qui deviendra une règle pour toutes les autres séries à venir.

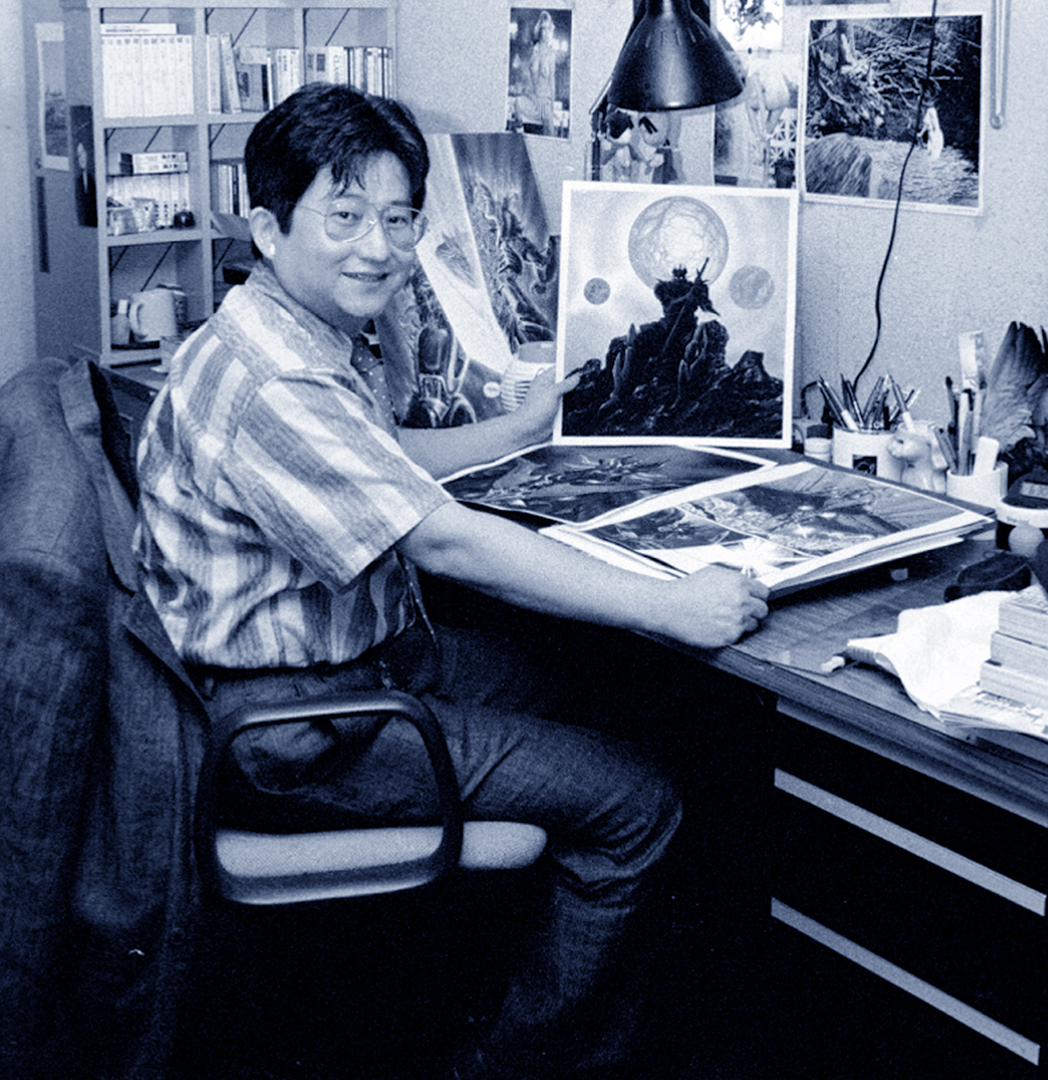
Gō Nagai en 1987.

1973, Gō Nagai ne chôme pas, Devilman se termine et déjà un autre personnage est en germe. Adolescent, il suit les héros marginaux de Sampei Shirato. Il en reprend l'esprit dans un monde contemporain alternatif dévasté par un tremblement de terre. Le titre est accrocheur, Violence Jack (バイオレンス ジャック, Baiorensu Jakku), et s'ajoute aux deux précédentes œuvres majeures. Jack est le précurseur du justicier « post-apocalyptique », bien avant Mad Max (1979) ou Hokuto no Ken (北斗の拳) (1982) qui s'en inspire largement. Sans dévoiler l'intrigue, cette série fait suite à Devilman. Son héros est un monstre sadique mais prenant toujours parti pour les plus faibles. Dès les premières pages, outrancières, les éditeurs de Nagai s'inquiètent des foudres des ligues de vertu, la PTA en particulier. Gō réplique que la loi du plus fort est naturelle dans un monde où les règles ont disparu. Ironiquement, ce manga est l'un des plus longs du sensei, environ 7000 pages. Le plus abouti aussi, le scénario est une réunion de personnages d’histoires antécédentes et le final vaut le détour tant il répond à de nombreuses questions soulevées tout au long de la série. Elle n'est connue que de quelques initiés dans l'Hexagone, mais est populaire en Italie. Là, elle est publiée une première fois en 2001, puis, une seconde fois, fin 2005, bénéficiant d'une superbe édition inachevée chez d/books, filiale de d/visual. Elle sort à nouveau chez J-POP depuis fin 2014.
Toujours à innover, Nagai crée la même année, Cutey Honey (キューティーハニー, Kyūtī Hanī), (Cherry Miel en France), belle gynoïde aux pouvoirs transmorphiques. L'expérience est courte et Gō se tourne vers un nouveau terrain de recherches. Le merveilleux héroïque, genre plutôt occidental, lui offre un large champ de possibilités. Shutendoji (手天童子, Shuten dōji) est donc un jeune homme mi-humain mi-démon, qui fait face à des créatures, plus étranges les unes que les autres, venant d'autres dimensions. Après validation de Kōdansha, Gō Nagai s'y attelle immédiatement mais la malédiction continue. Comme sur Devilman et Oni, sans raison, il ne se sent pas bien. De plus, sur une photo prise à l'époque, il voit une sorte d'ectoplasme à la place de ses pieds et derrière lui, une brume rappelant une " tête de mort ". Le plus étrange est l'apparition, au domicile de sa mère, de feux follets au-dessus du lit. Gō n'a pas vraiment d'avis sur le sujet. Depuis l'âge de 3 ans, Il n'a pas fait de rêves paranormaux mais à l'instar d'un médium, il est sensible à ce type de manifestations. Malgré lui, elles occupent une place importante dans son existence.
La contribution de Nagai à la SF n'est plus à faire et il intègre le cercle japonais restreint des auteurs de science-fiction, le SFWJ, science fiction and fantasy writers of Japan (Les écrivains de SF et merveilleux du Japon). Après Osamu Tezuka, il est le deuxième dessinateur à y accéder; il en sera le président de 1996 à 1999. Cette distinction l'incite à se replonger dans ses crayonnés et il donne naissance à Susano-O, toujours avec des démons. Bien entendu, ça marche du tonnerre et la série se voit décerner un grand prix des lecteurs. Cela, en dépit des autres mangakas en lice, notamment Shotarō Ishinomori (Cyborg 009), Itsuki Kajiwara (Kyojin no hoshi) ou Fujio Akatsuka (Osomatsu Kun). C'est la gloire pour ce bourreau de travail. Succès de librairie, des millions d'exemplaires, l'univers de l'artiste se décline en animation, forcément un carton d'audimat sur l'archipel; Devilman et Mazinger en sont les fers de lance.
L'Europe n'est pas en reste avec la diffusion à partir de 1978, sur Antenne 2, de UFO Robo Grendizer (UFOロボ グレンダイザー), connu sous le nom de Goldorak en France et Goldrake dans la patrie de Dante, série à laquelle le studio Dynamic Planning a largement collaboré par des dessins préparatoires divers et notamment par le redesign complet de la machine éponyme à partir du concept original de Tōei : Gattiger, l'assemblage robot+soucoupe porteuse extraterrestres du film-prototype Uchuu enban daisensō ("La grande guerre des soucoupes de l'espace"). Cette série profitera d'autres versions celluloïd du maître comme Great Mazinger (グレートマジンガー, Gureito Majinga) ou Kotetsu Jeeg (鋼鉄ジーグ, Kōtetsu Jīgu). Bien que l'ORTF ait programmé la deuxième série du Roi Léo en 1972 et Prince Saphir en 1974, le robot géant cornu (on parle de mecha après Gundam) lance véritablement ce qui n'est pas encore nommé la japanimation sur notre territoire… et devient le mythe de toute une génération « bercée » au son des attaques d'Actarus / Duke Fried (prince d'Euphor). Au Japon, 1/3 des BD de Gō se meut sur le petit écran : Cutey Honey, Magic Tickle, Jushin Ryger...

### Un artiste éclectique et reconnu
Ajouter des cordes à son arc est une constante chez Gō Nagai, que ce soit en bande dessinée, cinéma ou écriture. Il est un des précurseurs du style « Super-Déformé » (SD). Hyakko en est un bon exemple. C'est son alter-ego, une sorte de « mini-moi », devenu mascotte de Dynamic Productions, une estampille qui se confond avec Gō. Dans ses histoires légères, il a un rôle didactique ou souligne une situation grotesque.
Déjà évoqué, le 7e Art est une passion pour Nagai. À l'occasion, il se fait critique de films et devient membre du jury du Festival du Film Fantastique d'Avoriaz en 1988. Couronnement pour un auteur de SF. Fidèle à sa ligne, en 1980, il est concepteur de personnages sur le feuilleton de marionnettes, Bomber X et compose même en 1978 le générique d'ouverture de Magic Tickle. Il réalise des programmes vidéo tel Nagai Gō no komai zone (La zone de terreur de Gō nagai) en 1989, plus horrifique qu'une Quatrième Dimension. Cette année-là, il imagine le catcheur extra-terrestre, Jushin Ryger, qui renvoie Tiger Mask au jardin d'enfants. Sa grande popularité inspire un " lutteur libre " nippon qui s'habille comme lui et se baptise le Jushin Thunder Lager.
Depuis 25 ans, Gō a considérablement ralenti sa production. Ses mangas sortent au compte-gouttes, on peut citer The Bird, Mazin Saga, Lady Devilman pour les plus fameux. Malgré tout, son aura créatrice et graphique reste encore perceptible dans l'art séquentiel international. Sa patte est une référence pour les apprentis auteurs et son œuvre est si abondante que le sensei en personne ne pourrait la détailler.

### Ses autres œuvres notables
Gō Nagai reprendra le fil de ses robots quelques années après les Mazinger : God Mazinger (ゴッドマジンガー, Goddo majinga), qui sera adapté en anime en 1984 par la TMS pour 23 épisodes, et plus tard Mazinkaiser, en 2001, pour une courte série de 7 OAV, avec un 8e opus réalisé en 2003. Toujours dans le genre mecha, il a cosigné le scénario, avec Ken Ishikawa, de la saga Getter Robot (ゲッターロボ, Gettā Robo).

### Ses influences
Le mangaka puise largement dans la mythologie grecque pour ses principales œuvres. L'illustrateur Gustave Doré influença beaucoup ses dessins, notamment Mao Dante et surtout ceux de Devilman.
Il a aussi été fortement inspiré par une grande période dans les années 1960 et 70 du cinéma rose (érotique) dit pinku eiga au Japon. Ces œuvres, sensuelles à érotiques, à représentation plus vaginale que phallique, vont de la comédie d'aventure tel que Kekko Kamen, burlesque comme Harenshi Gakuen, jusqu'au fantasme sexuel dans Barabanda et lovely angel, avec un contexte social dans Hanappe bazooka. Ce sont la plupart de ces œuvres qui sont adaptées en live.
Les autres sources, entre autres, sont la science-fiction, les récits d'horreur, la mythologie et l'Histoire japonaises.

### Ses collaborateurs
- Akira Oze
- Ken Ishikawa
- Gosaku Ota
- Hidearu Imamichi
- Mitsuru Hiruta
- Masuru Isogo
- Tetsuya Yasuda
- Yu Kinutani

## Publications

### Go et les robots
Go Nagai est connu principalement en France pour ses séries de robots géants comme Goldorak qui n'a pas servi de base à la série mais qui accompagne la série, oeuvre originale de Tôei (seul un passage du manga de son collaborateur Gosaku Ôta sera adapté par Tôei pour devenir l'épisode 25 de l'Anime). On s'aperçoit très vite que ce n'est pas son thème privilégié. Il laisse souvent la main à un de ses collaborateurs comme Ken Ishikawa et Gosaku Ota pour les dessins et parfois le scénario. Les mangas sont assez courts, cinq volumes au maximum, ou sont laissés inachevés comme Garla.

#### Saga Mazinger
Il faut ainsi voir cette saga comme un tronc commun et suite logique entre Mazinger Z, Great Mazinger puis Mazinkaizer, en incluant même Kotetsu Jeeg d'après un scénario de Nagai. Une histoire semblable peut subir différents remakes par des auteurs différents ou Nagai en personne sur le papier. Goldorak, conçu par Tôei comme un univers spécifique, a été intégré "au forceps" dans cet univers de bandes dessinées où Nagai met en avant les crossover.
- Saga originale
  - Mazinger Z par Go Nagai et Ken Ishikawa
  - Mazinger Z par Gosaku Ota
  - MazinSaga (Mazinger Z avec rajout de planche récente de Ken Ishikawa)
  - Great Mazinger par Gō Nagai
  - Great Mazinger vs getter robot G par Ken Ishikawa
  - Great Mazinger par Gosaku Ota
  - Great Mazinger par Hidearu Imamichi
  - UFO Robot Grendizer, dessin de Gosaku Ota
  - UFO Robot Grendizer, dessin de Gō Nagai (chapitres 1 à 3), Ken Ishikawa (chapitres 4 et 5) puis yuu okazaki (14 chapitres jamais reliés et réédités contrairement aux cinq premiers des deux autres auteurs. ces trois auteurs se succèdent sur la même version de l'histoire)
  - UFO Robot Grendizer, dessin de hidearu imamichi
  - Mazinkaizer par Naoto Tsushima
  - Mazinkaiser par Gō Nagai
  - Shin Mazinger Zero (真マジンガーZERO?)
  - Shin Mazinger Shogeki H Hen (one shot)
- Les mangas dérivés
  - Dynamic Superobot Wars avec Ken Ishikawa
  - Game Senshi Animard
  - God Mazinger
  - Mazinger Angels 
  - Mazinger Angels Z
  - Mazinger Anthology
  - Mazinger USA ou Mazinwarrior
  - Z Mazinger

#### Autres mangas avec des robots
- Bomber X
- Garla
- Getter Robot avec Ken Ishikawa
- Groizer X, dessin de Gosaku Ota
- Jushin Riger, Bio Armor Ryger
- Kishin
- Kotetsu Jeeg, dessin de Tetsuya Yasuda
- Kotetsu Jeeg, dessin de Akira Oze
- Machine Zouler, dessin de Gosaku Ota
- Robotchi Ace
- Salacia ~Waga Hakugin no Mermaid
- Yushi Dandan

### L'enfer de Gō Nagai

#### La saga Devilman
Listes qui se veut-être en ordres chronologique suivant les évènements de l'histoire, bien qu'il y ait rétrospectives et parfois incohérences.
- Prélude
  - Mao Dante 
  - Mao Dante, remake 2002
  - Shin Mao Dante par Akira Fuuga
- Devilman
  - Devilman
  - Devilman Lady
  - Néo Devilman
  - Strange Days avec Yu Kinutani
  - Amon: Apocalypse of Devilman
  - Violence Jack
  - Shin Violence Jack
- Divers
  - One-shot :
    - Siren Tanjo Hen
    - Violence Jack Sengoku Majinden 
    - Devilman Lady Tokubetsu Hen: Snake
    - Bijo to Yaju 

  - Autres :
    - Devilman Vert par Masuru Isogo
    - Devilman Vert par Mitsuru hiruta
    - Devilman par Clamp

#### Autres séries démoniaques
- Dante Shinkyoku, c'est l'adaptation fidèle de la Divine Comédie de Dante Alighieri, dessinée comme Gustave Doré l'aurait fait.
- Dororon Enma Kun
- Shuten Doji
- Susanoō (凄ノ王?), pour lequel il remporta en 1980 le Prix du manga Kōdansha.
- Hanappe Bazooka
- Oni
- The Devil King Gallon

### Son paradis

#### Les héroïnes sexy
- Kekko Kamen
- Maboroshi Panty
- Yume Jigen Hunter Fandora
- Iron Virgin Jun

#### Séries érotico-comiques
- Kama Sutra
- Barabanba
- Lovely Angel
- Hanappe Bazooka

### Séries historiques et d'anticipation
On y trouvera parmi le monde des samouraïs, manga sur des personnages historiques, tous les autres mangas qui se passent en tout temps reculés comme dans "Sharaku" au début du XXe avec ou non un mélange de science-fiction comme dans "Lion noir" et/ou de mythologie comme dans "Zuba, le barbare".
- Black Lion
- Chankun
- Daitozoku
- Go Nagai, le monde des Samurais :
  - Go Dan Araki Mataemon
  - Go Dan Goto Matabei
  - Go Dan Hidari Jingoro
  - Go Dan Iwami Jutaro
  - Go Dan Jiraiya
  - Go Dan Musashibo Benkei
  - Go Dan Raiden Tameemon
  - Go Dan Kirigakure Saizo
  - Go Dan Sanada Gunki
  - Go Dan Sarutobi Sasuke
- Hojo Soun
- Kama sutra
- Kinshiro Burai Sakura
- Masamune Date
- Maeda Toshiie
- Satsu Ha Mono
- Shinwa Taisen
- Sengen
- Sengoku Jieitai (couverture du roman)
- Sharaku
- Yume hisatsu kobushi
- Zuba le babare

### Comédies burlesques
- Harenchi Gakuen
- Oira Sukeban

### Les one-shot
Ce sont des histoires courtes de tout ordre d'une à quelques dizaines de pages seulement. On les trouve généralement à la fin d'un tome de manga, dans des magazines ou des compilations.
- 60 Oku no Kyouryu Tachi
- Aka Fundoshi Suzuno Suke
- Boku no Norakuro
- Boy Hunter
- Captain Past
- Don!
- Enoshima Dodzilla / Enoshima Dojira
- Essay-kun
- " Gensou Kaiga Go Nagai
- Go-chan no Fushigina Sekai
- GO! GO! Nonsense
- Hana no Dokushin Chonga-man
- Hidoi Kyoto
- I Ji Moto no Marta
- Izari Shi Monogatari
- Jinrui no Shinpo to Fuchowa
- Kantoku-kun
- Ken no Oni
- Kingoro to Marilyn Nahibi
- Kuzureru
- Makai no Tsurugi
- Nagai Go 40 Nen no Kiseki
- Nagai Go no Vita Vita Vita Shi Sexualis (+ Happy Wedding)
- Senjo no Robo Tsu-nin
- SF Kessaku shu (Compilation/Anthologie)
- Suimizumi
- Tengoku to Jigoku
- Tenrankai no E
- Toshi M1
- Usurasebun
- Wanda-kun
- Yokai no Kao
- YOKUFUKA
- Yutai-kun Kikippatsu /

Yutai Tantei you & you

### Autres thèmes
- V d'après la série TV
- Arsène Lupin d'après Maurice Leblanc

### Illustrations

#### Couverture de roman
- 1971 San choume ga sensou desu / 三丁目が戦争です de Tsutsui yasutaka
- 1971 Chou kakumei teki chuugakusei shuudan / 超革命的中学生集団 de Hirai Kazumasa
- 1978 Sengoku jieitai / Samourai Commando / Les Guerriers de l'apocalypse / 戦国自衛隊 de Hanmura Ryou
- 1981 Shin Devilman / 真・デビルマン de Nagai Yasushi woo
- 1981 Makai Suikoden / 魔界水滸伝 de Kaoru Kurimoto
- 1982 Boku ha eirian / ぼくはエイリアン de Tanaka Hikari ni
- 1982 Sugo no ou densetsu / 凄ノ王伝説 de Nagai Yasushi woo
- 1983 Ma juu tairiku / 魔獣大陸 de Kawamata Chiaki et Nagai Tsuyoshi
- 1984 God Mazinger / ゴッドマジンガー de Nagai Yasushi woo et Sonoda Hideki (Adaptation en DA)
- 1986 Ankoku no joshou mashingai ryuu / 暗黒の序章 マシンガイ竜 de Yamada Masaki et Nagai Tsuyoshi
- 1986 Shu ten douji / 手天童子 de Nagai Yasushi woo
- 1986 Baiorensujakku / バイオレンスジャック de Nagai Yasushi woo
- 1986 Yume jigen hantaa Fandora / 夢次元ハンターファンドラ de Mizuide Kouichi (adaptation en DA)
- 1987 debiruman - tanjou hen / Devilman né pour tuer (?) / デビルマン－誕生編－ de Nagai Yasushi woo
- 1988 Kyojin densetsu / 巨人伝説 de Kasai Kiyoshi 「」笠井潔
- 1988 Raijuu densetsu 1 < yami no houkou > / 雷獣伝説１＜闇の咆哮＞ de Saitou Hidekazu Rou
- 1990 Onna senshi. furea den / 女戦士・フレア伝 de Shiriizu Tomonari Junichi
  - 1_ Jashin dono no shoujo / 邪神殿の少女
  - 2_ Zekkai no ougon sato / 絶海の黄金郷
  - 3_ Kokuu no yousai / 虚空の要塞島
- 1991 Raijuu densetsu < setsu kaminari hen > / 雷獣伝説 ＜雪雷篇＞ de Saitou Hidekazu Rou (斉藤英一朗)
- 1991 TARO! toukyou dai makai / ＴＡＲＯ！東京大魔界 de Ishii Teruyo shi et Mori yukiya
- 1991 Thousetsu. Kekkou Kamen / 小説・けっこう仮面 / le roman de Kekko Kamen de Sogawa Makoto Kokorozashi
- 1994 Kyuutiihanii / キューティーハニー / Cutie Honey de Tatsuhiko
- 1994 Gi kokorozashi yamato shin den / 魏志倭神伝 / Wei Chi Wa, Esprit de Dieu de Nagai Yasushi woo
- 1995 Baiorensujakku ougon toshi hen / バイオレンスジャック　黄金都市編 de Dan Tatsuhiko

#### Illustrations diverses
- Mad Max[8],[9] in Mad Max Eiga Pamphlet (マッドマックス映画パンフレット), éd. ?, 12/1979
- Ginga no san nin [10], 銀河の三人, Les trois galaxies, Nintendo Co., 1987

## Adaptations

### Tokusatsuou en live
- Harenchi Gakuen (ハレンチ学園) (série, 1970)
- Pro-Wres No Hoshi Aztecaser (プロレスの星 アステカイザー) (série, 1976)
- Bomber X (Xボンバー, 超宇宙マシーンエックスボンバー, Super Space Machine X Bomber, Star Fleet) (série de SF avec marionnettes, 1980)
- Nagai Gou no Kowai zone: Kai Oni (永井豪のこわいゾーン　怪鬼) (film d'horreur, 1989)
- Nagai Gou no Kowai zone 2: Sen Oni (永井豪のこわいゾーン２　戦鬼) (film d'horreur, 1990)
- Legend of the Shadowy Ninja: The Ninja Dragon (空想科学任侠伝 極道忍者ドス竜) (film, 1990)
- Kekkou Kamen (けっこう仮面) (film, 1991)
- Kekkou Kamen 2 (けっこう仮面２) (film, 1992)
- Nagai Gou no Horror Gekijou: Kiri ka Kami (永井豪のホラー劇場 霧加神) (film d'horreur, 1992)
- Nagai Gou no Horror Gekijou: Mannequin (永井豪のホラー劇場 マネキン) (film, 1992)
- Oira Onna ban Kessen! Pansu tou (おいら女蛮　決戦！パンス党) (film, 1992)
- Kekkou Kamen 3 (けっこう仮面３) (film, 1993)
- Heisei Harenchi Gakuen (平成ハレンチ学園) (film, 1995)
- Jushyn Liger: Fist Of Thunder (獣神サンダーライガー　怒りの雷鳴　ＦＩＳＴ　ＯＦ　ＴＨＵＮＤＥＲ) (film, 1995)
- Kyuuketsu Onsen Niyoukoso (吸血温泉にようこそ) (film, 1997)
- Lovely Angel: Houmon Soup Degozaimasu (ラブリー・エンジェル 訪問ソープでございます) (film érotique, 1997)
- Lovely Angel 2: Taiketsu! houmon Soap Jou Vs. Shucchou SM Jou!! (ラブリー・エンジェル２ 対決！訪問ソープ嬢ｖｓ出張ＳＭ嬢!!) (film érotique, 1997)
- Kekko-Kamen (けっこう仮面, Mask of Kekkou) (film, 2003)
- Kekko Kamen: The MGF Strikes Back! (けっこう仮面 マングリフォンの逆襲, Kekko Kamen: Mangurifon no Gyakushuu) (film, 2003)
- Cutie Honey (キューティーハニー) (film, 2004)
- Devilman (デビルマン) (film, 2004)
- Kekko Kamen Returns (けっこう仮面 RETURNS) (film, 2004)
- Kekko Kamen Surprise!! (けっこう仮面 SURPRISE) (film, 2004)
- Kekko Kamen Royale (けっこう仮面 ロワイヤル) (film, 2006)
- Kekko Kamen Premium (けっこう仮面 プレミアム) (film, 2006)
- Kekko Kamen Forever (けっこう仮面　フォーエバー) (film, 2006)
- Cutie Honey The Live (キューティーハニー THE LIVE) (série, 2007)
- Abashiri Ikka_亞馬尻一家(あばしり一家 THE MOVIE) (film, 2009)
- Kekko Kamen Reborn (けっこう仮面 新生, Kekkō Kamen Shinsei, Mask the Kekkou Reborn) (film, 2012)
- Cutie Honey Tear (film, 2016)

### Dessins animés

#### Les années 1970
- Devilman (デビルマン) (TV series, 1972-07)
- Mazinger Z (マジンガーＺ) (TV series, 1972-12) aux EU TranZor Z
- Mazinger Z tai Devilman (マジンガーＺ対デビルマン) (Movie, 1973-07)
- Cutey Honey (キューティーハニー, Cutie Honey) (TV series, 1973-10)
- Dororon Enma-kun (ドロロンえん魔くん) (TV series, 1973-10)
- Mazinger Z tai Dr. Hell (マジンガーＺ対ドクターヘル) (Movie, 1974-03)
- Getter Robo (ゲッターロボ) (TV series, 1974-04)
- Mazinger Z tai Ankoku Daishougun (マジンガーＺ対暗黒大将軍) (Movie, 1974-07)
- Great Mazinger (グレートマジンガー) (TV series, 1974-09)
- Great Mazinger tai Getter Robo (グレートマジンガー対ゲッターロボ) (Movie, 1975-03)
- Getter Robo G (ゲッターロボ G) (TV series, 1975-05)
- Great Mazinger tai Getter Robo G: The Great Space Encounter (グレートマジンガー対ゲッターロボＧ 空中大激突) (Movie, 1975-07)
- Uchuu Enban Dai-Sensou (宇宙円盤大戦争, The Great Battle of the Flying Saucers) (Movie, 1975-07)
- UFO Robo Grendizer (ＵＦＯロボグレンダイザー) (TV series, 1975-10)
- Kotetsu Jeeg (鋼鉄ジーグ) (TV series, 1975-10)
- UFO Robo Grendizer tai Great Mazinger (ＵＦＯロボ グレンダイザー対グレートマジンガー) (Movie, 1976-03)
- Daikyu Maryû Gaiking (大空魔竜ガイキング) (TV series, 1976-04) Nagai a eu quelque problème avec Toei et il est retiré du générique[11]. Nagai stoppe ainsi sa collaboration. Il a confirmé lui-même qu'il est le créateur de ce robot au "Comicon 2007" de Naples, Italie[12].
- Grendizer, Getter Robo G, Great Mazinger: Kessen! Daikaijuu! (グレンダイザー・ゲッターロボＧ・グレートマジンガー 決戦！大海獣) (film, 1976-07)
- Groizer X (グロイザーＸ, Gloizer X) (TV series, 1976-07)
- UFO Robo Grendizer: Akai Yuuhi no Taiketsu (ＵＦＯロボ　グレンダイザー／赤い夕陽の対決), (film, 1976-12)
- Majokko Chikkuru (魔女っ子チックル, Magical Girl Chikkle / Majokko Tickle, Magique Tickle) (TV series, 1978-03)

#### Les années 1980
- Psychoarmor Govarian (サイコアーマーゴーバリアン) (TV series, 1983-07)
- God Mazinger (ゴッドマジンガー) (TV series, 1984-04)
- Chounouryoku Shoujo Barabanba (超能力少女バラバンバ) (OVA, 1985-06)
- Mujigen Hunter Fandora (夢次元ハンター　ファンドラ, Dream Dimension Hunter Fandora) (3 OVAs, 1985-1986)
- Violence Jack: Slum King (バイオレンス・ジャック／ハーレムボンバー編, Violence Jack: Harlem Bomber) (OVA, 1986-06)
- Devilman: The Birth (デビルマン) (OVA, 1987-11)
- Violence Jack: Evil Town (バイオレンスジャック／地獄街編, Violence Jack: Jigoku Gai) (OVA, 1988-12)
- Jushin Liger (獣神ライガー, Beast-God Riger) (TV series, 1989-03)
- Shuten Douji (手天童子, Shuten Douji) (OVA, 1989-12)

#### Les années 1990
- Devilman: The Demon Bird (デビルマン) (OVA, 1990-02)
- Violence Jack: Hell`s Wind (バイオレンスジャック／ヘルスウインド編, Violence Jack: Hell's Wind hen) (OVA, 1990-11)
- CB Chara Nagai Go World (ＣＢキャラ永井豪ワールド) (OVA, 1991-02)
- Getter Robo Go (ゲッターロボ號) (TV series, 1991-02)
- Abashiri Family (あばしり一家, Abashiri Ikka) (OVA, 1991-05)
- Kekko Kamen (けっこう仮面) (OVA, 1991-08)
- Anime V Comic Rentaman (レンタマン) (OVA, 1991)
- Kyukioku no Sex Adventure Kamasutra (究極のSEXアドベンチャー カーマスートラ) (1992-04)
- Iron Virgin Jun (鉄の処女JUN, Tetsu no Shojo JUN) (OVA, 1992-07)
- Oira Sukeban (おいら女蛮（スケバン）, Sukeban Boy, Delinquent in Drag) (OVA, 1992-08)
- Hanappe Bazooka (花平バズーカ) (OVA, 1992-09)
- Black Lion (黒の獅士, Kuro no Shishi) (OVA, 1992-11)
- New Cutey Honey (新・キューティーハニー, Shin Cutey Honey) (OVA, 1994-04)
- Heisei Harenchi Gakuen (平成ハレンチ学園) (OVA, 1996-03)
- Harenchi Koumon Manyuuki (ハレンチ紅門マン遊記) (OVA, 1996-05)
- Cutey Honey F (キューティーハニーＦ（ﾌﾗｯｼｭ）) (TV series, 1997-02)
- Cutey Honey F (キューティーハニーＦ（ﾌﾗｯｼｭ）) (Movie, 1997-07)
- Shin Getter Robo: Sekai Saigo no Hi (真ゲッターロボ「世界最後の日」, Getter Robo: Armageddon))(OVA, 1998-08)

#### Les années 2000
- Devilman Lady (デビルマンレディー) (TV series, 1998-10)
- Amon: The Apocalypse of Devilman (デビルマン黙示録) (OVA, 2000-05)
- Shin Getter Robo vs Neo Getter Robo (真ゲッターロボ対ネオゲッターロボ) (OVA, 2000-12)
- Mazinkaiser (マジンカイザー) (OVA, 2001-09)
- Demon Lord Dante (魔王ダンテ, Maō Dante) (TV series, 2002-08)
- Mazinkaiser: Death! The Great General of Darkness (マジンカイザー　死闘！暗黒大将軍, Mazinkaiser: Shitou! Ankoku Daishogun) (OVA, 2003-07)
- New Getter Robo (新ゲッターロボ, Shin Getter Robo) (OVA, 2004-04)
- Robonimal Panda-Z The Robonimation (パンダーゼット THE ROBONIMATION) (TV series, 2004-04)
- Re: Cutie Honey (Re:キューティーハニー) (OVA, 2004-07)
- Gaiking: Legend of Daikū Maryū (ガイキング) (TV series, 2005-11)
- Demon Prince Enma (鬼公子炎魔, Kikoushi Enma) (OVA, 2006-08)
- Kotetsushin Jeeg (鋼鉄神ジーグ, Steel God Jeeg) (TV series, 2007-04)
- Shin Mazinger Shougeki! Z Hen (04/2009 TV series 26 épisodes)
- Mazinkaiser SKL (01/2011, OVA 3 épisodes)
- Dororon Enma Kun Meeramera (Dororonえん魔くん メ~ラめら) (TV series, 2011) : 12 épisodes
- Mazinger Infinity (Film, 2017)
- Cutey Honey Universe (Série TV, 12 épisodes, 2018)
- Goldorak U (série TV, 13 épisodes, 2024/2025)

### Legend of Dynamic: Gōshōden - Hōkai no Rondo
Le jeu vidéo Legend of Dynamic: Gōshōden - Hōkai no Rondo met en scène deux héros évoluant dans un monde peuplé des personnages de Gō Nagai (Devilman, Cutey Honey, Mazinger Z, etc.). Il est sorti en 2003 sur Game Boy Advance. Il a été développé par Will et a été édité par Banpresto.